# 42 segundos
42 segundos es una película dramática deportiva hispano-andorrana de 2022 dirigida por Alex Murrull y Dani de la Orden, escrita por Carlos Franco y protagonizada por Álvaro Cervantes y Jaime Lorente como Manel Estiarte y Pedro García Aguado respectivamente. Es una dramatización de la carrera del equipo nacional masculino de waterpolo en los Juegos Olímpicos de Barcelona 1992.

## Trama
La trama es una dramatización de la carrera del equipo nacional masculino de waterpolo de España en los Juegos Olímpicos de Barcelona 1992, profundizando en las historias personales de Pedro García Aguado (y su adicción a las sustancias) y de Manel Estiarte (afrontando la tragedia del suicidio de su hermana). A pesar de las personalidades opuestas, acaban llegando a un entendimiento construido sobre el sufrimiento compartido bajo el mando del entrenador Matutinović, caracterizado por métodos de entrenamiento inhumanos que le valieron la animadversión del equipo.

## Reparto
| Actor/Actriz        | Personaje               |
| ------------------- | ----------------------- |
| Jaime Lorente       | Pedro García Aguado     |
| Álvaro Cervantes    | Manel Estiarte          |
| Tarik Filipovic     | Dragan Matutinovic      |
| Òscar Muñoz         | Josep Perelló           |
| David Bagés         | Carles Pinto            |
| Cristian Valencia   | Jesús Rollán            |
| Alfons Nieto        | Pau Bosch               |
| Pep Ambròs          | Arnau Agut              |
| Joan Sentís         | Sergi Boix              |
| Germán Alcarazu     | Javi Franco             |
| Àlex Maruny         | Juli Capel              |
| Julen Alba          | Miguel Poves            |
| Santos Adrián       | Matías Guardiola        |
| Nico Ufenast        | Nico Ufenast            |
| Artur Busquets      | Joan Figio              |
| Julia Lara          | Sara                    |
| Javier Raya         | Sergi Figueres          |
| Martí Abadías       | Waterpolista Italiano   |
| Roger Casamajor     | Pere Badenes            |
| Marc Bonnin         | Cesc Barbail            |
| Pablo González      | Waterpolista Madrid 2   |
| Abel Díez           | Marc Tapies             |
| Eduardo Castresana  | Pol Galcerán            |
| Víctor Sánchez      | Waterpolista Madrid 3   |
| José Segovia        | Waterpolista Madrid 4   |
| Fabio Ferrante      | Filippo                 |
| Adry Arroyo         | Locutor Catalán         |
| Pedro García Aguado | Federativo              |
| Rolando Raimjanov   | Igor Popovic            |
| Molly Malcolm       | Locutora Americana      |
| Jordi Pérez         | Pere Morell, Periodista |
| Daniel Aser         | Rafa Romero, Periodista |
| Paz García          | Periodista EEUU         |
| Elisabet Terri      | María José, Periodista  |
| Santi Bosch         | Jugador Italiano 2      |
| Ona Jerez Gallegos  | Hermana Manel 1         |
| Xesc Cabot          | Arbitro Final           |
| Marc DiFrancesco    | Jugador Italiano 1      |
| Berta Martínez Puig | Hermana Manel 2         |
| Claudia Melo        | Chica Discoteca 1       |
| Bàrbara Mestanza    | Chica Discoteca 2       |
| Verónica Vergani    | Locutora Italiana       |
| Blanca Star Olivera | Clienta Bar             |
| Martí Cordero       | Jugador Italiano 3      |
| Jordi Prado         | Jugador Italiano 4      |

## Producción
El guion fue escrito por Carlos Franco. La película ha sido producida por Playtime Movies y Sábado Películas junto a Imminent Produccions, con la participación de RTVE y la colaboración del ICEC y el Gobierno de Andorra. El rodaje se grabó en lugares de Barcelona y Andorra y ya había finalizado en noviembre de 2021.

## Estreno
Distribuida por Universal Pictures España, la película se estrenó en dicho país el 2 de septiembre de 2022.

## Crítica
David Pardillos, de Cinemanía, valoró la película con 3½ estrellas sobre 5, considerando que los realizadores «consiguen mantener la tensión hasta el último segundo y demostrar que a veces las grandes historias también surgen de las derrotas».
Fausto Fernández, de Fotogramas, calificó la película con 3 de 5 estrellas, celebrando la entrega como un equivalente cinematográfico español a Hoosiers, aunque citando como punto negativo «ciertos retoques digitales».
Ekaitz Ortega, de Hobby Consolas, valoró la película con 63 puntos sobre 100 («aceptable»), considerando que aunque 42 segundos adolece de cierta estandarización en la forma de contar la historia, es una película sincera que entretiene en todo momento, destacando la obra de Lorente y Cervantes y la adaptación del contexto histórico.
Manuel J. Lombardo, de Diario de Sevilla, calificó la película con 2 de 5 estrellas, considerándola «una película de valores básicos y testosterona mojada al que sólo le falta un toque de homoerotismo de vestuario para ser un verdadero producto de su tiempo.